# Біосумісність
Біосумісність (англ. Biocompatibility) — здатність матеріалу донора вбудовуватися в організм реципієнта, не викликати побічних клінічних проявів та індукувати клітинну відповідь, необхідну для досягнення оптимального терапевтичного ефекту.
Антигени є в усіх органах і тканинах, але у кожної людини вони неповторно поєднуються. Тому пересаджувати органи і тканини можна тільки при їх сумісності. При зближенні антигенів донора і реципієнта в організмі реципієнта не утворюються антитіла, що позначається як імунологічна толерантність. Вроджена толерантність існує у однояйцевих близнюків.
При переливанні крові кров донора і реципієнта повинна бути сумісна:
- по групі крові,
- по резус-фактору.